# Rodolphe Peter
Pour les articles homonymes, voir Peter.
Rodolphe Peter, né à Mulhouse le 9 février 1916 et mort à Strasbourg le 4 décembre 1987, est un pasteur, professeur à la faculté de théologie protestante de Strasbourg, historien et bibliophile français. Il est très engagé dans la vie de l'Église de la Confession d'Augsbourg d'Alsace et de Lorraine, y exerçant des responsabilités de directeur du séminaire protestant, membre du Consistoire supérieur, puis du Directoire de cette Église. Il est l'auteur d'ouvrages et articles portant notamment sur les Réformateurs Martin Bucer et Jean Calvin.

## Biographie
Fils de Émile Peter, originaire de Baldenheim (Bas-Rhin), directeur d'école spécialisée et d'Elsa Walther, originaire de Waldenbourg en Silésie, institutrice, Rodolphe Peter a un frère et une sœur, Anne-Marie, qui sera pasteur comme lui. Il perd sa mère alors qu'il n'a que 18 ans. Après le lycée, il poursuit ses études à la faculté de théologie protestante de Strasbourg de 1933 à 1937.

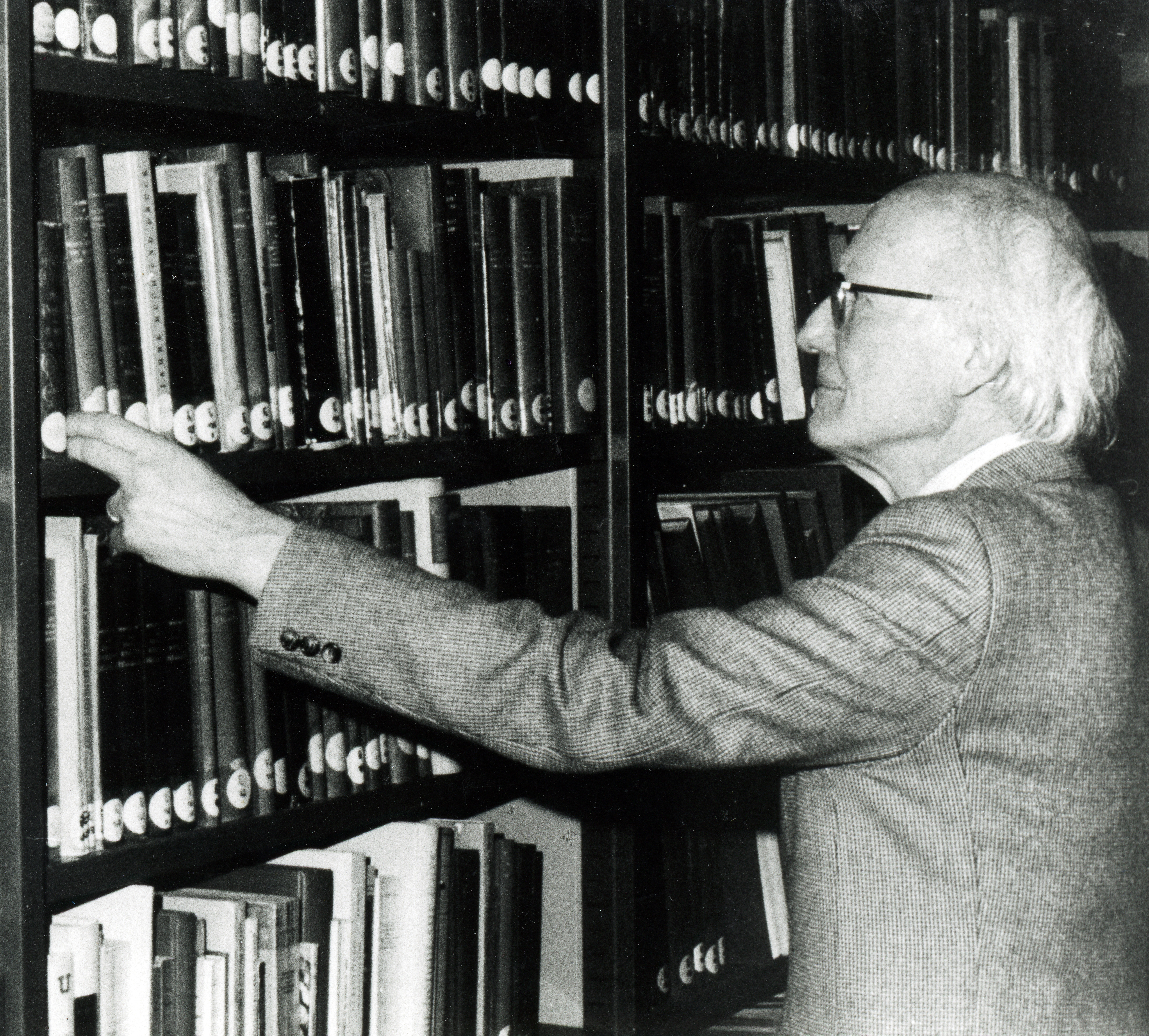
Rodolphe Peter dans l'ancienne bibliothèque du Stift.

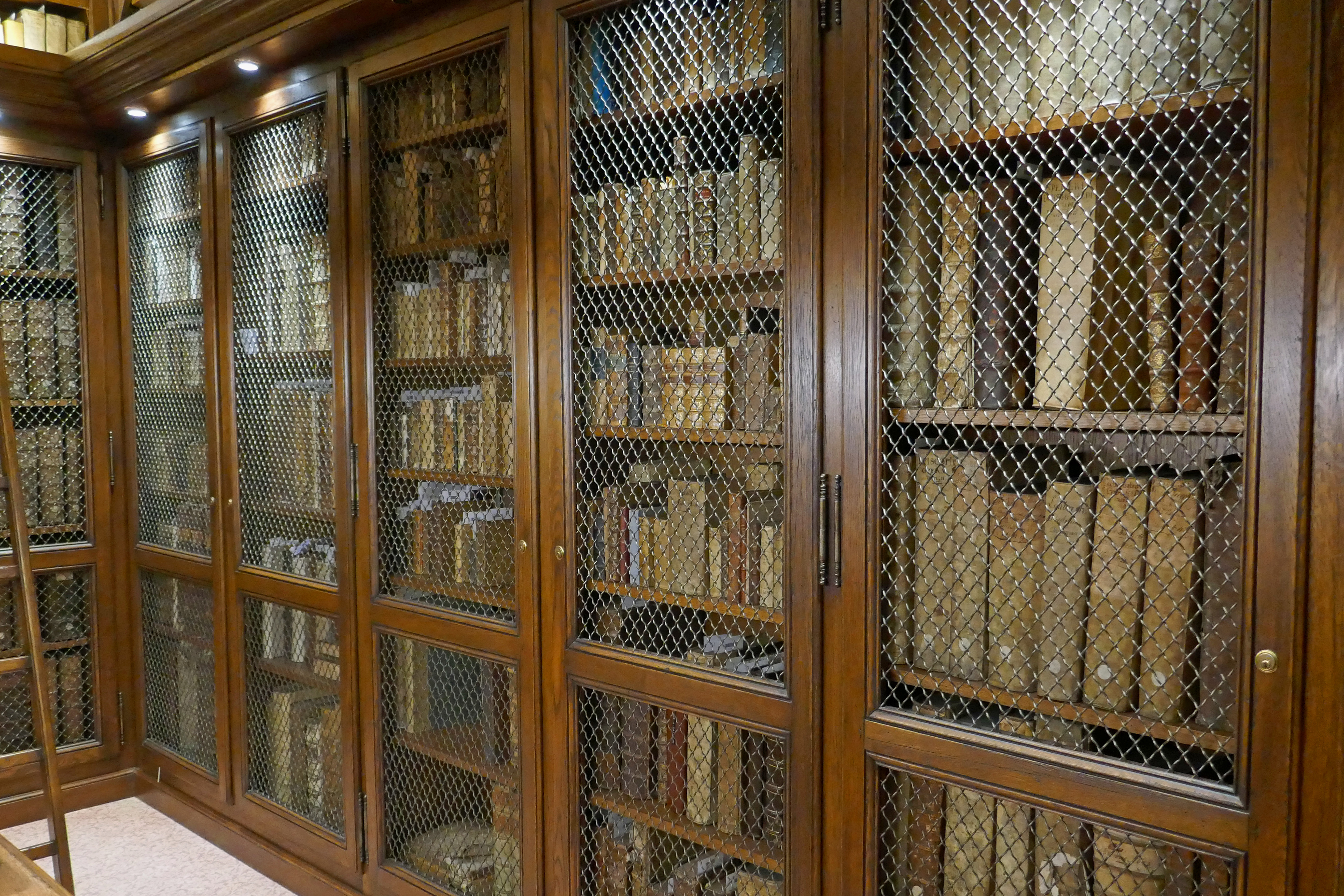
Legs de Rodolphe Peter à la Médiathèque protestante de Strasbourg.

Son service militaire à peine achevé avec le grade de sous-lieutenant, il est mobilisé en 1939 et sert comme officier dans les ouvrages de la ligne Maginot. Il reçoit la Croix de guerre pour avoir repoussé une attaque allemande. Fait prisonnier, puis libéré en 1940, il est nommé pasteur administrateur de la paroisse réformée Saint-Jean de Mulhouse de juillet à décembre 1940 puis de celle de Huningue (Haut-Rhin) de décembre 1940 à février 1942. Il est ordonné le 31 mai 1942 et nommé pasteur titulaire à Huningue. Il aide alors des réfugiés à passer le Rhin et à se réfugier en Suisse. Ayant refusé de servir dans l'armée allemande, il est détenu au camp de Schirmeck, puis à Gaggenau (république de Bade). À la Libération en 1945, il est l'un des officiers responsables du camp de prisonniers de guerre allemands de Saint-Louis.
En 1946, démobilisé, il se voit nommé directeur du collège Saint-Guillaume, dit Séminaire protestant. Il réorganise et modernise cette institution qui s'ouvre aux étudiants non théologiens et aux femmes, tout en développant la bibliothèque de celle-ci. Le 16 octobre 1956 il est nommé pasteur  de la paroisse du Temple-Neuf à Strasbourg (Confession d'Augsbourg). À partir de 1959, il est chargé d'enseignement à la faculté de théologie protestante de Strasbourg, puis nommé professeur de théologie pratique et assure en outre la fonction de bibliothécaire en chef de cette faculté jusqu'en 1984, année de sa mise à la retraite. Il établit au cours de son mandat une collaboration étroite avec la bibliothèque de la Faculté de théologie catholique.

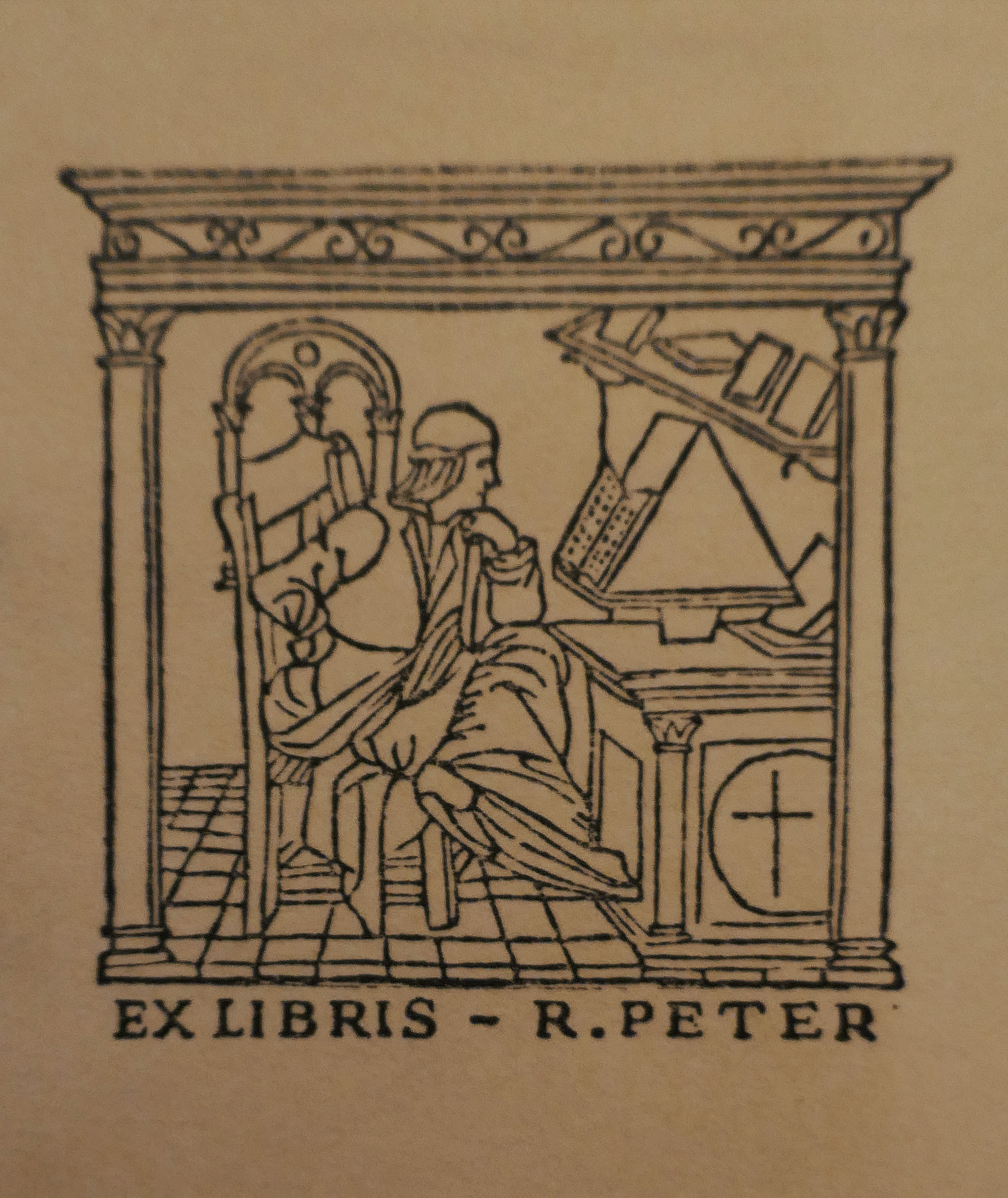
Ex libris de Rodolphe Peter.

Vice-président du conseil presbytéral de la paroisse luthérienne Saint-Thomas de Strasbourg, il est élu député au Consistoire supérieur de l'Église de la Confession d'Augsbourg d'Alsace et de Lorraine où il siège de 1968 à 1980 et élu six ans plus tard au Directoire de cette Église, exécutif collégial dont il fera partie de 1974 à 1980.
Rodolphe Peter mène des recherches historiques, sur la Réforme à Strasbourg, en Alsace et dans les territoires francophones, sur le réformateur Jean Calvin et le pasteur Jean-Frédéric Oberlin. Il organise des expositions, donne des conférences, participe à l'édition d'œuvres de Jean Calvin et de Martin Bucer et collabore à l'hebdomadaire protestant Le Messager évangélique, à la Revue d'histoire et de philosophie religieuses, ainsi qu'au Nouveau Dictionnaire de biographie alsacienne.
Il a constitué une collection d'ouvrages théologiques du XVIe au XVIIIe siècle, concernant surtout le protestantisme de langue française et regroupant plus de 800 volumes, qu'il lègue au Collegium Wilhelmitanum. Elle est conservée à la Médiathèque protestante de Strasbourg.
Il a épousé à Strasbourg, le 25 avril 1942, Annelise Frédérique Uhlhorn, pharmacienne, fille du pasteur de Bischwiller Paul Uhlhorn, inspecteur ecclésiastique. Ils ont six enfants.

## Publications
Une bibliographie complète des œuvres de Rodolphe Peter a été publiée dans la Revue d'histoire et de philosophie religieuses, 1986, p. 123-127.

## Distinctions
- Officier de la Légion d'honneur
- Officier de l'ordre des Palmes académiques
- Croix de guerre 1939–1945
- Médaille de la Reconnaissance française pour faits de résistance.